# نوتی
نوتی (به انگلیسی: Knotty) یک ورزش محبوب در اسکاتلند و از دسته ورزش های چوب و توپ می‌باشد . قوانین این ورزش در قرن ۱۹ میلادی ابداع شد. این ورزش در سال‌های اخیر محبوبیت خود را از دست داده و بسیار کم و تنها در اسکاتلند (محل ابداع آن) برگزار می‌شود.